# Pheidole allarmata
Pheidole allarmata  (лат.) — вид муравьёв рода Pheidole из подсемейства Myrmicinae (Formicidae). Неотропика: Бразилия (Pirelli Plantation (Iriboca), около Белен, штат Пара), Колумбия, Перу, Суринам, Эквадор. Мелкие муравьи (2—3 мм) желтовато-коричневого цвета с характерными большеголовыми солдатами. На проподеуме имеются шипы. Тело покрыто многочисленными длинными щетинками. Усики рабочих и самок 12-члениковые (13 у самцов) с 3-члениковой булавой. Затылок солдат с выемкой, а у мелких рабочих — округлый. Усики рабочих и самок 12-члениковые (13 у самцов) с 3-члениковой булавой. Стебелёк между грудкой и брюшком состоит из двух члеников: петиолюса и постпетиолюса (последний четко отделен от брюшка). Отличается гладким и блестящим телом (задняя половина головы, грудь и брюшко). Крупные рабочие (солдаты): ширина головы — 1,26 мм, длина головы равна 1,28 мм, длина скапуса усика — 0,60 мм. Наиболее сходен с видами Pheidole hasticeps, Pheidole subarmata, Pheidole synarmata и Pheidole triplex. Включён в группу видов Pheidole tristis.